# Novosibirsk
Novosibirsk (ruski: Новосиби́рск) je grad u Rusiji, s 1 397 213 stanovnika treći grad po veličini zemlji iza Moskve i Sankt-Peterburga. Udaljen od Moskve oko 3300 kilometara, najveći je grad u Sibiru i administrativni centar Novosibirske oblasti i Sibirskog saveznog okruga.
Grad je osnovan 1893. kao Novonikolajevsk, na mjestu gdje Transsibirska željeznica prelazi veliku Sibirsku rijeku Ob. Značaj grada povećan je početkom dvadesetog stoljeća završetkom željeznice Turkestan – Sibir, koja povezuje Novosibirsk sa Središnjom Azijom i Kaspijskim morem.
Novosibirsk leži duž rijeke Ob u Zapadnosibirskoj nizini. Južno od grada nalazi se Plato Ukok koji je dio UNESCO-ove svjetske baštine. Klima Novosibirska je oštra kontinentalna, s hladnim snježnim zimama (–18 do –20 °C, ponekad do –40 °C) i toplim i vlažnim ljetima.
U Novosibirsku postoji Zračna luka Tolmačovo, riječna luka i stanica Transsibirske željeznice.
Novosibirski metro otvoren je 1985., i dijelom je još uvijek u izgradnji. Sastoji se od 2 linije koje se susreću u centru grada. Ukupno ima 11 stanica. Od izgradnje metroa, tramvajska je mreža zanemarena, te su skoro sve linije u gradskom centru ukinute. Gradska mreža trolejbusa povezuje gotovo sve gradske četvrti. Najvažniji oblik transporta su autobusi. Pored komunalnih linija, građane prevoze i privatni minibusevi.

## Vanjske poveznice
- Službena stranica novo-sibirsk.ru